# Barwala
Barwala es una ciudad censal situada en el distrito de Delhi noroeste,  en el territorio de la capital nacional,  Delhi (India). Su población es de 8948 habitantes (2011). 

## Demografía
Según el censo de 2011 la población de Barwala era de 8948 habitantes, de los cuales 4783 eran hombres y 4165 eran mujeres. Barwala tiene una tasa media de alfabetización del 85,38%, inferior a la media estatal del 86,21%: la alfabetización masculina es del 92,50%, y la alfabetización femenina del 77,35%.